# Quintessence (restaurante)
Quintessence es un restaurante japonés ubicado en la región especial de Shinagawa, Tokio. El establecimiento cuenta actualmente con la certificación de tres estrellas Michelin. En 2008 fue incluido en la lista de los 50 mejores restaurantes del mundo publicada por CNN.
El chef principal es Shuzo Kishida, de la Prefectura de Aichi. Kishida trabajó en L'Astrance en París y estudió artes culinarias francesas.
En 2019 el restaurante apareció en un episodio de la serie de televisión Grand Maison Tokyo. El equipo de producción del programa consultó al chef Kishida sobre el diseño de su menú, el cual combina las tradiciones culinarias orientales y francesas.